# Cuterebra gilvopilosa
Cuterebra gilvopilosa är en tvåvingeart som beskrevs av Bau 1932. Cuterebra gilvopilosa ingår i släktet Cuterebra och familjen styngflugor. Inga underarter finns listade i Catalogue of Life.